# The French Doll
The French Doll is een Amerikaanse dramafilm uit 1923 onder regie van Robert Z. Leonard.

## Verhaal
Georgine Mazulier is de dochter van een antiquair. Ze wordt door haar vader gedwongen om nepantiek te slijten aan miljonairs. De Mazuliers willen hun dochter ook uithuwelijken aan de rijke zakenman Wellington Wick. Nadat hij eerst gewond geraakt is in een schietpartij in Palm Beach, wordt hij ook daadwerkelijk verliefd op haar.

## Rolverdeling
| Acteur             | Personage         |
| ------------------ | ----------------- |
| Mae Murray         | Georgine Mazulier |
| Orville Caldwell   | Wellington Wick   |
| Rod La Rocque      | Pedro Carrova     |
| Rose Dione         | Mevrouw Mazulier  |
| Paul Cazeneuve     | Mijnheer Mazulier |
| Willard Louis      | Joseph Dumas      |
| Bernard Randall    | Snyder            |
| Lucien Littlefield | Dobbs             |